# 黒船

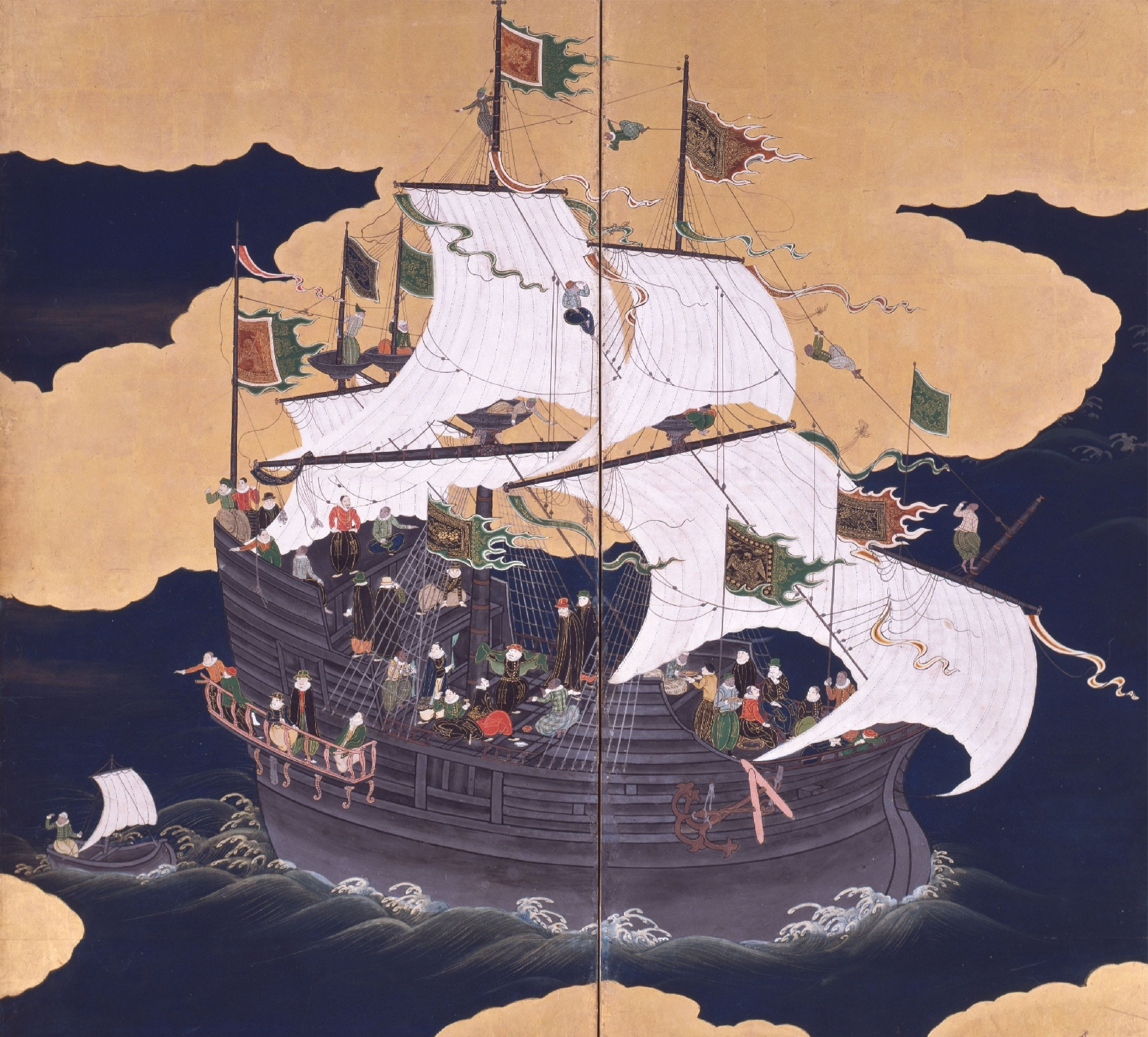
狩野内膳作　南蛮屏風　神戸市立博物館。17世紀前半の長崎におけるポルトガルのナオ。黒色で塗られているため黒船と呼ばれた

黒船（くろふね）は、大型の西洋式航洋船のことで、語としては江戸時代の前から近世の日本で用いられた。

## 初期の黒船
日本とポルトガルの最初の接触は1543年とされている。1557年にポルトガルがマカオの使用権を獲得すると、マカオを拠点として、日本・中国・ポルトガルの三国の商品が取引されるようになった。この際に使用されたのがキャラック船と呼ばれる、遠洋航海を前提に開発された大型の帆船である。全長は30mから60m、全長と全幅の比は3:1とずんぐりしている。排水量は200トンから大きなものは1200-1600トンとサイズには個体差が大きい。これらのキャラック船は防水のためにピッチで船体を黒色に塗っていたため、黒船と呼ばれた。1587年に豊臣秀吉が発布した伴天連追放令(松浦家文書)では、「黒船」の来航を認める内容が書かれており、1603年に編纂された日葡辞書にも Curofune として、「インドから来るナオ（キャラックのポルトガル呼称）のようなピッチ塗りの船」と記載されている。キャラックが発展したガレオン船や、「鎖国」中に長崎に来航したオランダ東インド会社のスヒップ船、ヤハト船、フリュート船も全て黒船と呼ばれた。
なお、江戸初期には日本でもウィリアム・アダムスによるサン・ブエナ・ベントゥーラ号や、慶長遣欧使節団のサン・ファン・バウティスタ号といった西洋式の外洋船が建造されている。

## ペリーの黒船
幕末に浦賀へ来航したペリーの艦隊の軍艦も黒船と呼ばれた。日本に蒸気船が来航したのはこのときが初めてであったため、しばしば黒船＝蒸気船というイメージがあるが、上述の通りそれ以前から来航している西洋帆船は総じて黒船と呼ばれていた。またペリーの黒船のうち蒸気船は半数程度であり、2度とも残りのは純粋な帆船である。またこの当時の蒸気船は、蒸気機関を使った航行は港湾内のみで行うものであり、外洋では帆走を用いる。艦体も鉄製というイメージがあるが、実際は全木製である（その後、木製軍艦への鉄製装甲の付加、さらには全鉄製軍艦への移行が急速に進んでおり、幕府もそういった軍艦を購入している。それと混同したものと思われる）。
- 1853年に浦賀沖に来航した艦隊（四隻）[2]
  - 蒸気外輪フリゲート: サスケハナ (USS Susquehanna) 、ミシシッピ (USS Mississippi)
  - 帆装スループ: サラトガ (USS Saratoga) 、プリマス (USS Plymouth)
- 1854年に横浜沖に再来航した艦隊（九隻）[2]
  - 蒸気外輪フリゲート: サスケハナ、ポーハタン (USS Powhatan) 、ミシシッピ
  - 帆装スループ: サラトガ、マセドニアン (USS Macedonian)[注釈 1]
  - 帆装輸送艦: サザンプトン (USS Southampton) 、レキシントン (USS Lexington) 、バンデーリア (USS Vandalia) 、サプライ (USS Supply)

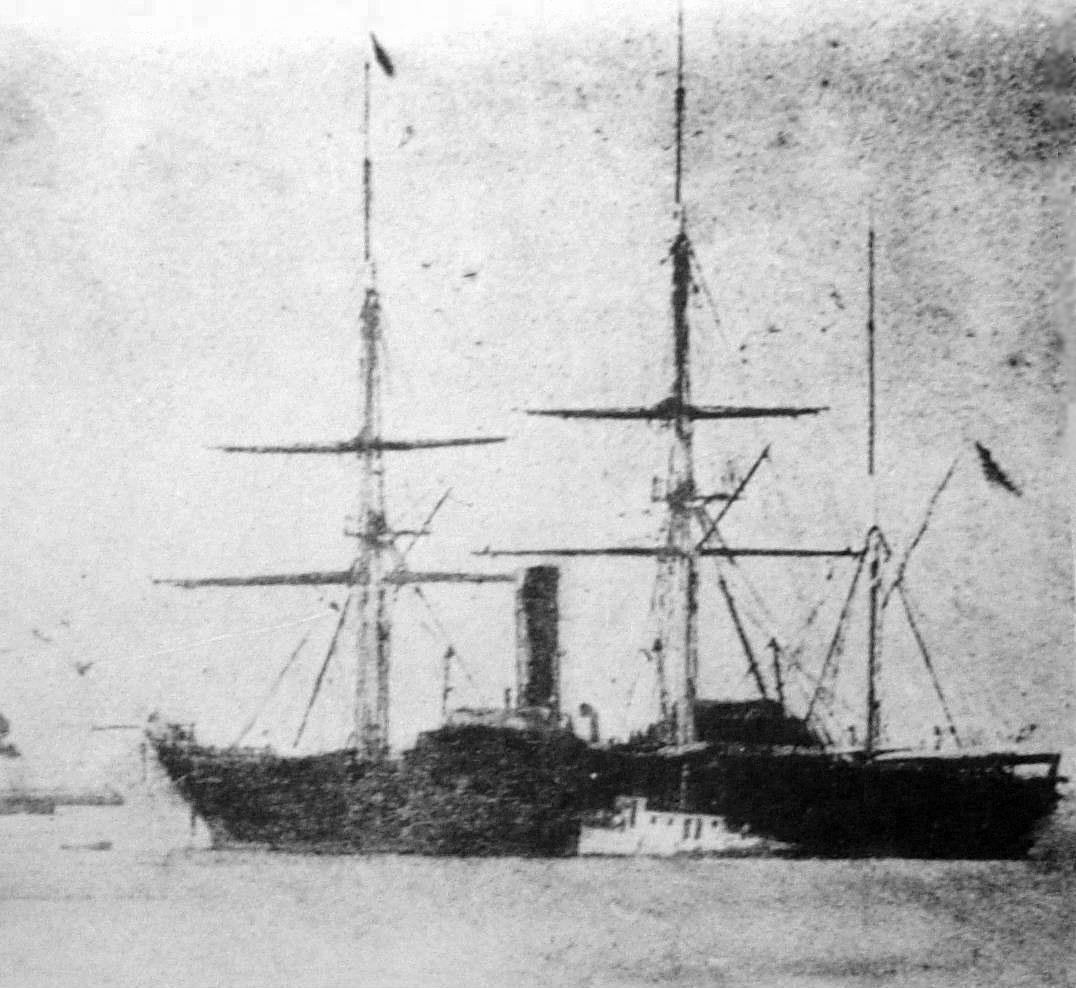
サスケハナ - 1853/1854年来航
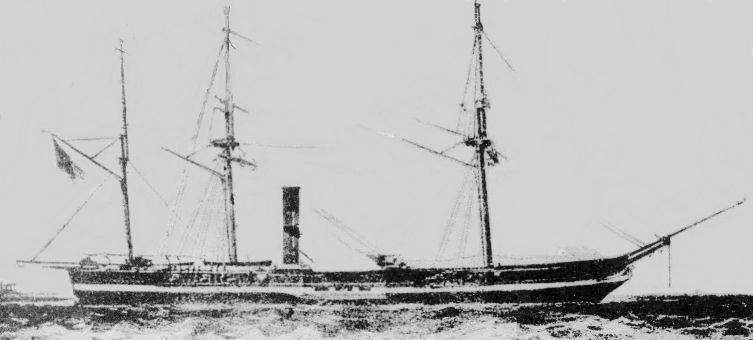
ミシシッピ - 1853/1854年来航
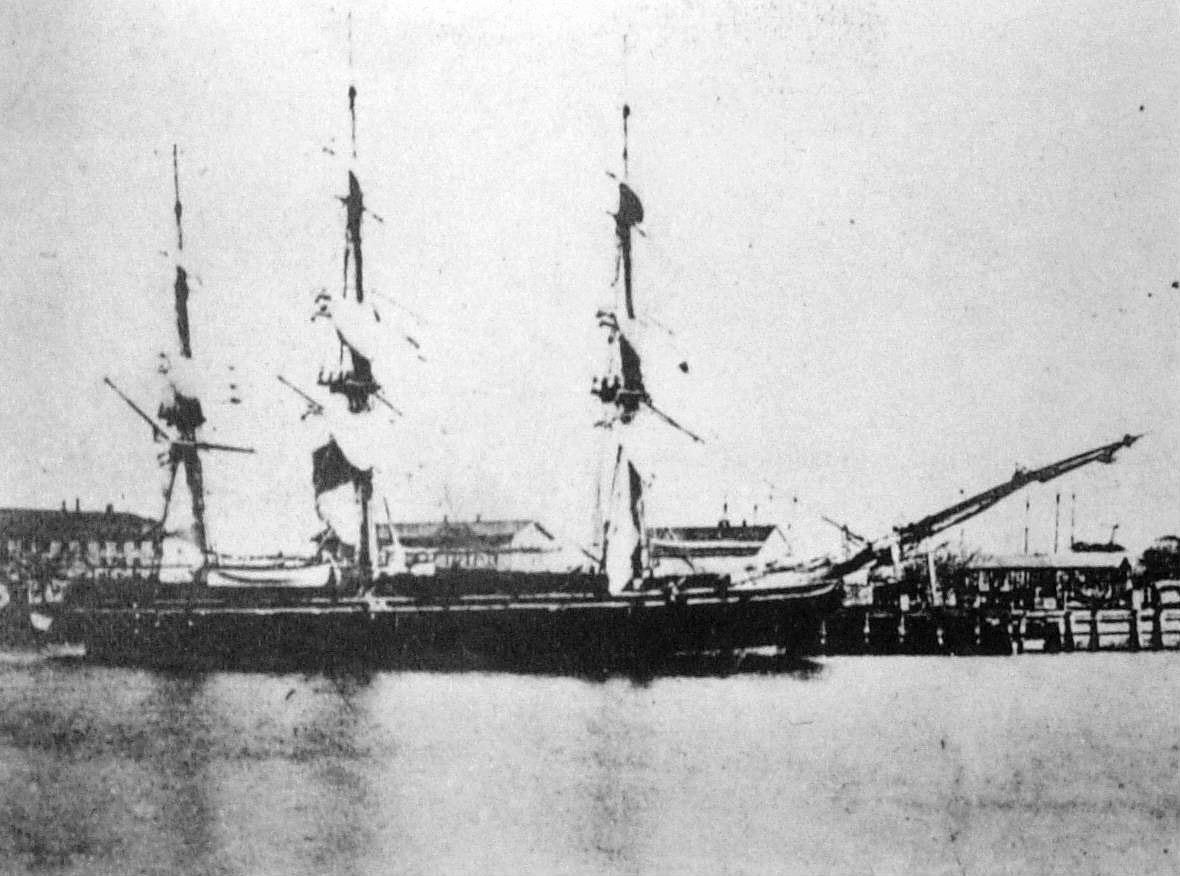
サラトガ - 1853/1854年来航
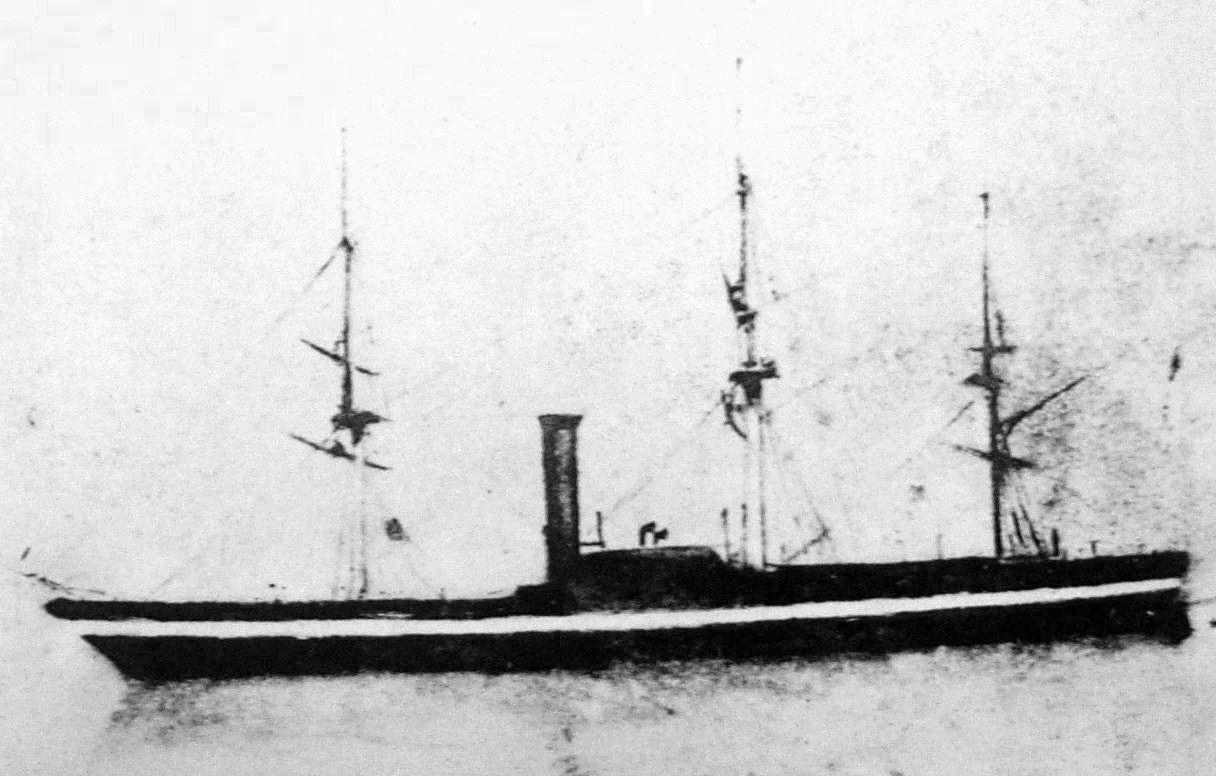
ポーハタン - 1854年来航

## 比喩的表現
大相撲力士の小錦、プロ野球選手のボブ・ホーナー、グラビアアイドルのリア・ディゾン、演歌歌手のジェロのように日本国外、特にアメリカから来日して日本でブームを巻き起こした人物や、日本市場に参入する外国資本の企業、コカ・コーラ、iPhone 、Xbox、 Netflix のような海外からの新たな商品なども、安定していた業界を席巻し、また業界の秩序自体にも不可逆の変化をもたらし、時には日本側の強い抵抗を引き起こすことなどから、それぞれの業界の黒船と呼ばれることがある。また日本市場への投入発表が黒船来航と報道されることもある。

## 黒船を題材にした映画
『黒船 (映画)』（くろふね、原題:  "THE BARBARIAN AND THE GEISHA" ）は、1958年製作のジョン・ヒューストン監督映画の邦題。幕末の日米交渉を描いた。主演ジョン・ウェイン。日本の京都や奈良でロケが行われた。

## 黒船に関連した商品
神奈川県では、黒船来航にちなんだ商品が事業者によって開発・販売されている。
- 黒船シチュー - 黒船来航時に横須賀に残された厚底鍋から創作したホワイトシチュー（販売元調味商事)
- 黒船物語 - 黒船来航にちなんだモルトウィスキー（販売元調味商事)